# Sidorame Barat I
Sidorame Barat I is een bestuurslaag in het regentschap Medan van de provincie Noord-Sumatra, Indonesië. Sidorame Barat I telt 9385 inwoners (volkstelling 2010).